# Campbell-Meerkatze

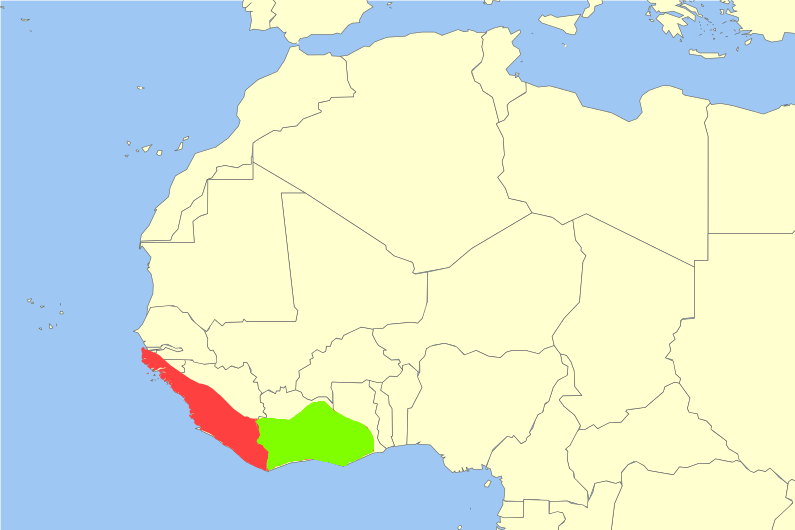
Rot das Verbreitungsgebiet der Campbell-Meerkatze, Grün das der Lowe-Meerkatze

Die Campbell-Meerkatze (Cercopithecus campbelli) ist eine Primatenart aus der Gattung der Meerkatzen (Cercopithecus) innerhalb der Familie der Meerkatzenverwandten (Cercopithecidae).
Die Art ist nach Henry Dunas Champbell benannt, der Gouverneur von Sierra Leone war und das Typusexemplar an die Zoologische Gesellschaft in London sendete.
Das Fell der Campbell-Meerkatze ist an der Oberseite gelblich-grün gefärbt, die Unterseite ist heller. Wie viele andere Meerkatzen ist sie durch ihr buntes Gesicht geprägt, das durch eine bläuliche Färbung, eine rosafarbene Mundpartie und einen weißen Backenbart charakterisiert ist. Die Kopfrumpflänge beträgt 35 bis 55 Zentimeter und ihr Gewicht bis zu 6 Kilogramm.
Campbell-Meerkatzen leben im westlichen Afrika, ihr Verbreitungsgebiet erstreckt sich von Gambia bis Liberia. (Die Bestände in der Elfenbeinküste und Ghana gelten heute unter der Bezeichnung Lowe-Meerkatze als eigene Art.) Ihr Lebensraum sind verschiedene Waldtypen, von feuchten Regenwäldern bis zu trockenem Waldland.
Diese Tiere sind tagaktive Baumbewohner. Sie leben in Gruppen von acht bis 13 Tieren zusammen, die sich aus einem Männchen, mehreren Weibchen und dem dazugehörenden Nachwuchs zusammensetzen. Daneben gibt es auch nur aus Männchen bestehende Junggesellengruppen. Campbell-Meerkatzen sind territorial und verteidigen ihr 2 bis 20 Hektar großes Revier vehement gegen Artgenossen. Es sind sehr soziale Tiere, sie kommunizieren miteinander mit einer Reihe von Lauten oder Gesten. Die Nahrung dieser Primaten besteht aus Früchten, Blättern, Baumsäften und Insekten.
Nach rund fünfmonatiger Tragzeit bringt das Weibchen meist ein einzelnes Jungtier zur Welt. Es kommt vor, dass die Weibchen einer Gruppe sich nicht nur um die eigenen, sondern auch um die Kinder anderer Weibchen kümmern. Jungtiere werden mit rund einem Jahr entwöhnt und erreichen die Geschlechtsreife mit zwei bis drei Jahren.
Aufgrund der fortschreitenden Zerstörung ihres Lebensraumes wird die Art von der IUCN als gering gefährdet gelistet.